# Gynoplistia neonebulosa
Gynoplistia neonebulosa là một loài ruồi trong họ Limoniidae. Chúng phân bố ở miền Australasia.